# Schotia capitata
Schotia capitata là một loài thực vật có hoa trong họ Đậu. Loài này được Bolle miêu tả khoa học đầu tiên.